# 斎藤清太郎
斎藤 清太郎（さいとう きよたろう、1872年3月30日〈明治5年2月22日〉 - 1941年〈昭和16年〉10月16日）は、日本の西洋史学者。岡山県出身。

## 概略
明治5年（1872年）2月22日生まれ。帝国大学卒業後、中学校教諭ののち、東京女高師教授、東京帝国大学教授を務める。主にヨーロッパ近代史や近代史、外交史を研究した。昭和16年（1941年）10月16日死去。70歳。

## 著書

### 単著
- 『ポーランド悲史』冨山房〈時事叢書 第15編〉、1914年12月。 NCID BA33045369。全国書誌番号:43021504。
- 『新編西洋史教科書』明治書院、1913年10月。 NCID BB17098215。
- 『西洋歴史地図』明治書院、1917年1月。 NCID BN08561302。全国書誌番号:43054190。
- 『最近西洋史講話』明治書院、1918年10月。 NCID BN0890891X。全国書誌番号:43021457。
- 『西洋近世史講話』明治書院、1930年5月。 NCID BA35179311。全国書誌番号:47004219。
- 『仏国革命及ナポレオン時代史講話』明治書院、1933年9月。 NCID BN15924869。全国書誌番号:47019491 全国書誌番号:48011647。
- 『モンロー主義の史的考察』明治書院、1941年3月。 NCID BA61898111。全国書誌番号:46043322 全国書誌番号:88090036。

### 執筆
- 「露国の東亜政策と列強」『東西交渉史論』 下巻、冨山房、1939年5月、1003-1050頁。 NCID BN04101173。全国書誌番号:46066579。

### 翻訳
- ルードルフ・マルチン『露西亜之将来』武林堂、1907年3月。 NCID BA36872455。全国書誌番号:40015421。

## 人物・逸話
- 美濃斎藤氏（斎藤道三→斎藤利治→斎藤義興から子孫は岡山藩士）の末裔である。